# 2031年5月21日日食
2031年5月21日日食是一次日環食，將發生於2031年5月21日。新月當天（即朔日），地球上觀測到月球和太阳的角距離極小，此時月球如果恰好在月球交點附近，穿過太阳和地球之間，與地球、太阳接近一直線，則會出現日食。月球穿過太阳和地球之間，但距地球較遠，本影未能接觸地表，而使偽本影覆蓋的區域內看到月球的角直徑小於太陽，就形成日環食，同時在偽本影兩側數千公里的半影範圍內形成日偏食。此次日環食經過了安哥拉、納米比亞、赞比亚、剛果民主共和國、坦桑尼亚、印度、斯里蘭卡、泰國、馬來西亞、印尼，日偏食則覆蓋了非洲中南部、亞洲中南部、澳大利亚中西部。

## 日食概況

### 出現區域
安哥拉庫內納省境內最先在日出時看到此次日環食，隨後月球偽本影向東北移動，穿過非洲進入印度洋，在印度拉克沙群島蘇海利礁西南約130公里的阿拉伯海達到最大食分。此後偽本影穿過印度南部，逐漸轉向東南方向移動並劃過斯里蘭卡北部，穿過孟加拉灣後覆蓋印度中央直辖区中的尼科巴群島的部分島嶼，劃過馬來半島和馬來群島後在日落時分結束於班達群島以東約13公里的班達海。
偽本影經過的陸地將包括：
- 安哥拉：自西南向東北斜貫庫內納省東部並擦過威拉省南端，斜貫庫安多古班哥省中部偏北和莫希科省東南部；
- 纳米比亚：擦過奧漢圭納區中部偏西；
- 尚比亞：經過西方省西北部後自西南向東北斜貫西北省，經過銅帶省北部，斜貫盧阿普拉省和北方省；
- 刚果民主共和国：自西南向東北斜貫加丹加省；
- 马拉维：該國北端的奇蒂帕縣北部和卡龍加縣北部；
- 坦桑尼亚：經過魯夸區南端和姆貝亞區南部後自西南向東北斜貫伊林加區，經過多多馬區東南部後斜貫莫羅戈羅區和濱海區中北部，經過坦噶區東南部、达累斯萨拉姆区的整個大陸部分、整個桑給巴爾、南奔巴區和北奔巴區中南部，其中包括达累斯萨拉姆，是本次環食帶內的唯一首都；
- 印度：自西向東貫穿喀拉拉邦南部和泰米爾納德邦南部，及安達曼-尼科巴群島中央直辖区的尼科巴群島中小尼科巴爾島除南端外的大部、大尼科巴島北端及其以北、巴蒂馬爾夫島（英语：Battimalv Island）及其以南諸島；
- 斯里蘭卡：北部省北半部；
- 泰國：普吉府最南端的拉差內島（Racha Noi）、甲米府的羅格島（Mu Ko Rok）、董里府南端、沙敦府除東北角外的大部、宋卡府南半部、北大年府西南部、惹拉府、陶公府除北端外的絕大部分；
- 马来西亚：在西馬經過玻璃市、吉打除南端外的大部、檳城北半部、霹靂州北部、吉蘭丹除西南部外的大部、彭亨東北角、登嘉樓中北部，在東馬自西北向東南斜貫砂拉越南部；
- 印度尼西亞：自西北向東南斜貫廖內群島省，經過西加里曼丹省東北部、中加里曼丹省北部、北加里曼丹省西南部後斜貫東加里曼丹省，經過西蘇拉威西省北部並擦過南蘇拉威西省最北端後斜貫中蘇拉威西省東部，經過北马鲁古省西南部和马鲁古省西南半部。[3][4]

除了上述狹窄的環食帶內能看到日環食之外，月球半影覆蓋範圍內都將能看到日偏食，包括整個歐洲，非洲的北非東南部、西非東南部、中部非洲除乍得西北部外的絕大部分、南部非洲、東非，亞洲的西亞中南部、中亞南部、南亞、中國大陸中南部、港澳、臺灣、日本鹿兒島縣南端和琉球群島、東南亞，大洋洲的澳大利亚中西部、巴布亚新几内亚中西部。

此次日環食過程中月影在地表移動的動畫

### 基本參數
- 類型：日環食
- 食甚中心處（位於印度拉克沙群島蘇海利礁西南約130公里的阿拉伯海）資料：
  - 時間：2031年5月21日7:14:46.5
  - 地點：8°55.7′N 71°44.4′E / 8.9283°N 71.7400°E
  - 食分：0.9589（環食帶內最大）
  - 偽本影寬度：152.2公里
  - 日環食持續時間：5分25.5秒
- 環食最長處資料：
  - 時間：2031年5月21日7:23:11
  - 地點：9°19′N 73°48′E / 9.317°N 73.800°E
  - 偽本影寬度：152.7公里
  - 日環食持續時間：5分26.1秒[6]

## 相關的日食

### 2029-2032年的日食
月球交替位於相對的月球交點時，以半個交點年（食年），即約177天又4小時間隔出現下列日食。
註：2029年1月14日和2029年7月11日的日偏食屬於上一組交點年系列。
| 日食列表  |           |           |           |           |           |           |           |           |           |           |           |
| 1997-2000 | 2000-2003 | 2004-2007 | 2008-2011 | 2011-2014 | 2015-2018 | 2018-2021 | 2022-2025 | 2026-2029 | 2029-2032 | 2033-2036 | 2036-2039 |

| 降交點   | 降交點                   |          | 升交點                   | 升交點 |
| 沙羅周期 | 地圖                     | 沙羅周期 | 地圖                     |        |
| 118      | 2029年6月12日 偏食（北） | 123      | 2029年12月5日 偏食（南） |        |
| 128      | 2030年6月1日 環食        | 133      | 2030年11月25日 全食      |        |
| 138      | 2031年5月21日 環食       | 143      | 2031年11月14日 全環食    |        |
| 148      | 2032年5月9日 環食        | 153      | 2032年11月3日 偏食（北） |        |

### 沙羅周期
沙羅周期長度為18年11天。本次日食屬於沙羅周期138，共包含70次日食，依次為1472年6月6日至1580年8月10日的7次日偏食、1598年8月31日至2482年2月18日的50次日環食、2500年3月1日的1次全環食（亦稱混合食）、2518年3月12日至2554年4月3日的3次日全食、2572年4月13日至2716年7月11日的9次日偏食，總共歷時1244.08年。其中最長的全食發生於2554年4月3日，共持續56秒。
下表列舉了1901年至2100年間發生的屬於該周期的日食，是第25至35次：
| 25            | 26            | 27            |
| ------------- | ------------- | ------------- |
| 1905年3月6日  | 1923年3月17日 | 1941年3月27日 |
| 28            | 29            | 30            |
| 1959年4月8日  | 1977年4月18日 | 1995年4月29日 |
| 31            | 32            | 33            |
| 2013年5月10日 | 2031年5月21日 | 2049年5月31日 |
| 34            | 35            |               |
| 2067年6月11日 | 2085年6月22日 |               |

## 資料來源
1. ↑  樊忠玉. . 中国天文科普网.   [2018-02-05]. （原始内容存档于2014-09-17）.
2. 1 2  Fred Espenak. . NASA Eclipse Web Site.   [2018-02-05]. （原始内容存档于2020-10-20）.（英文）
3. ↑  Fred Espenak. . NASA Eclipse Web Site.   [2018-02-05]. （原始内容存档于2020-10-20）.（英文）
4. ↑  Xavier M. Jubier. .   [2018-02-05]. （原始内容存档于2018-02-05）.（法文）（英文）
5. ↑  Fred Espenak. . NASA Eclipse Web Site.   [2018-02-05]. （原始内容存档于2019-01-18）.（英文）
6. ↑  Fred Espenak. . NASA Eclipse Web Site.   [2018-02-05]. （原始内容存档于2020-10-23）.（英文）
7. ↑  Fred Espenak. . NASA Eclipse Web Site.（英文）

## 外部連結
- NASA日食專頁（页面存档备份，存于）（英文）
- 可見區域圖和時間統計：由弗雷德·埃斯佩纳克做出的日食預報，NASA/GSFC
  - Google互動地圖呈現的日食範圍
  - 貝塞爾元素
- Google地圖顯示的日環食和日偏食範圍（页面存档备份，存于）（法文）（英文）

| \| \| 日食 \|                              |                              |                                            |
| 上一次日食： 2030年11月25日日食 （日全食） | 2031年5月21日日食 （日環食） | 下一次日食： 2031年11月14日日食 （全環食） |
| 上一次日環食： 2030年6月1日日食            | 2031年5月21日日食 （日環食） | 下一次日環食： 2032年5月9日日食            |
|                                            | 日食                         |                                            |